# Ott Lepland
Ott Lepland (* 17. května 1987 Tallinn) je estonský zpěvák, který vyhrál 3. ročník pěvecké soutěže Eesti otsib superstaari. Reprezentoval Estonsko na Eurovision Song Contest 2012 v ázerbájdžánském Baku s písní „Kuula“, kde se umístil na 6. místě ve finále.

## Biografie
Zpíval již od dětství. Vydal 4 alba s písněmi pro děti v letech 1995 a 1996. Absolvoval studium na hudební škole Georga Otse v Tallinnu, kde se učil popu a jazzovému zpěvu. Také 10 let studoval hru na klavír.
Vystupoval v několika hrách a zahrál si i roli Troye Boltona v estonská verzi Muzikálu ze střední.
V roce 2010 po výhře v estonské obdobě soutěže Pop Idol vydal své debutové album, které pojmenoval podle sebe. Toto album se skládalo ze 12 písní a obsahovalo singly „Otsides ma pean su jälle leidma“, „Süte peal sulanud jää“ a další.
V prosinci 2010 byla vydána kniha pro fanoušky Otta Leplanda, které nesla jméno „Lubage mul olla. Ott Lepland.“ (Nechte mě být. Ott Lepland) s podtitulem „8 kuud superstaarina'“ (8 měsíců jako superstar).
V roce 2011 se zúčastnil jiné show televize TV3 se jménem Laulupealinn (Hlavní město písně), kde reprezentoval estonské město Kärdla. Každý týden vystoupil s partnery z města Kärdla nebo kraje Hiiumaa i s babičkou, synovcem a místním smíšeným pěveckým sborem. Ott tuto show vyhrál a Kärdla má teď titul Hlavního pěveckého města Estonska.
Jeho 2. album Laulan ma sind bylo vydáno v listopadu 2011.

## Písně vEesti otsib superstaari
| Týden                 | Skladba                                 | Originální umělec | Výsledek |
| --------------------- | --------------------------------------- | ----------------- | -------- |
| Semifinále: Chlapci 1 | „Permanent“                             | David Cook        | Postup   |
| Semifinále: Chlapci 2 | „All by Myself“                         | Eric Carmen       | Postup   |
| Top 10 (1. týden)     | „Everybody Hurts“                       | R.E.M.            | Postup   |
| Top 10 (2. týden)     | „Eestlane olen ja eestlaseks jään“      | Ivo Linna         | Postup   |
| Top 8                 | „Dude (Looks Like a Lady)“              | Aerosmith         | Postup   |
| Top 7                 | „You Can Leave Your Hat On“             | Randy Newman      | Postup   |
| Top 6                 | „Hüvasti, kollane koer“                 | Urmas Alender     | Postup   |
| Top 5                 | „Angel“                                 | Sarah McLachlan   | Postup   |
| Top 5                 | "What's My Name?“                       | Snoop Dogg        | Postup   |
| Top 4                 | „Kohtumistund“                          | Ivo Linna         | Postup   |
| Top 4                 | "Light On“                              | David Cook        | Postup   |
| Top 3                 | „One Vision“                            | Queen             | Postup   |
| Top 3                 | „Rändajad“ (duet se Sandrou Nurmsalu)   | Urban Symphony    | Postup   |
| Superfinále           | „The Little Drummer Boy“                |                   | Vítěz    |
| Superfinále           | „Kohtumistund“                          | Ivo Linna         | Vítěz    |
| Superfinále           | „I Will Talk and Hollywood Will Listen“ | Robbie Williams   | Vítěz    |

## Ocenění a úspěchy

### 2010
- Ve vesnici Eesti Vabaõhumuuseum (v překladu Estonské muzeum pod okrytým nebem) se konal „Kuldne Plaat 2010“ a Ott Lepland během slavnostního galavečera byl oceněn zvláštní cenou „Aasta ilusaim artist“.

- Během koncertu Hit roku Raadia 2 skladba „Süte peal sulanud jää“ obsadila 2. místo. V žebříčku se také umístily singly „Sinuni“, „Läbi öise Tallinna“ a „Kohtume jälle“, které se umístily na 9., 10. a 16. pozici.

### 2011
- V rámci estonských hudebních cen „Eesti Muusikaauhindade“ získalo jeho album „Ott Lepland“ nominaci v kategorii „Album roku“.

- Hudební škola Georga Otse v Tallinnu jej během slavnostního předávání cen „Kuldne Plaat 2011“ vyznamenala v kategoriích „Nováček roku“, „Nejúspěšnější umělec na internetu“ a „Rádiový hit roku“ (za píseň „Süte peal sulanud jää“).

- Singl „Tunnen elus end“ získal cenu za Nejlepší píseň roku 2011 od posluchačů Raadia Uuno a Elmari, v žebříčku Hit roku 2011 obsadila píseň třetí místo. Raadio 2 zařadila hity „Sinuni“ a „Kuula“ na 25. a 26. místo.

## Diskografie

### Alba
- 1995: Oti jõululaulud
- 1996: Oti suvelaulud
- 1996: Ott ja Valged jänesed
- 1996: Ott ja sõbrad
- 2010: Ott Lepland
- 2011: Laulan ma sind
- 2012: Öö mu kannul käib
- 2015: Siinpoolne
- 2016: Maailm mu ees
- 2018: Tagasirändur

### Singly
- 2009: „Otsides ma  pean su jälle leidma“
- 2010: „Süte peal sulanud jää“
- 2010: „Läbi öise Tallinna“
- 2010: „Üheskoos on olla hea“
- 2010: „Kohtume jälle“
- 2010: „Sinuni“ (s Lenna Kuurmaa)
- 2011: „Öö“
- 2012: „Tunnen elus end“
- 2012: „Kuula“
- 2012: „Imede öö“
- 2012: „Kodu“
- 2012: „Maagiline maa“
- 2013: „Jõesäng“ (s Tanel Padar a Jalmar Vabarna)
- 2013: „Planeet oma teel“
- 2014: „Pool tundi veel“
- 2014: „Jäädagi nii“
- 2014: „Värvid“ (s Tanel Padar a Jalmar Vabarna)
- 2014: „Kiigu ja liugle“ (s Tanel Padar, Jalmar Vabarna a Kõrsikud)
- 2015: „Ajaga võidu“
- 2015: „Iga päev“
- 2015: „Hingesugulane“
- 2016: „Sinine safiir“
- 2016: „Ärtukuningas“
- 2017: „Maailm mu ees“
- 2017: „Siin me kokku saime“
- 2018: „Aeg“
- 2018: „Süda taob“ (feat. Liis Lemsalu)
- 2019: „Uued ootused“
- 2019: „Kõik mis hea“
- 2020: „Lootuses“
- 2020: „Vaikida võib“ (feat. Púr Múdd)
- 2021: „Maailm me käes“
- 2021: „Mina veel Sind ei tea“
- 2021: „Jõulud rõõmsaks“
- 2021: „Aovalguses“
- 2022: „Hommikud“
- 2023: „Lõpmatuses“
- 2024: „Kuuvalgus“
- 2024: „Liiv tuule käes“